# Maniquí bicolor
El maniquí bicolor (Spermestes bicolor) és una espècie d'ocell de la família dels estríldids (Estrildidae) que habita vegetació de ribera de l'Àfrica Subsahariana a Guinea Bissau, sud de Mali, Sierra Leone, sud-est de Guinea, Libèria, Costa d'Ivori, Ghana, Togo, Benín, Nigèria, Camerun, Guinea Equatorial (incloent Bioko), el Gabon, República del Congo, sud de la República Centreafricana, nord, sud-oest, sud i est de la República Democràtica del Congo, est de Sudan del Sud, sud d'Etiòpia, Ruanda, Burundi, Uganda, oest de Kenya, nord-oest de Tanzània, nord-oest d'Angola.